# Lochkov (zámek)

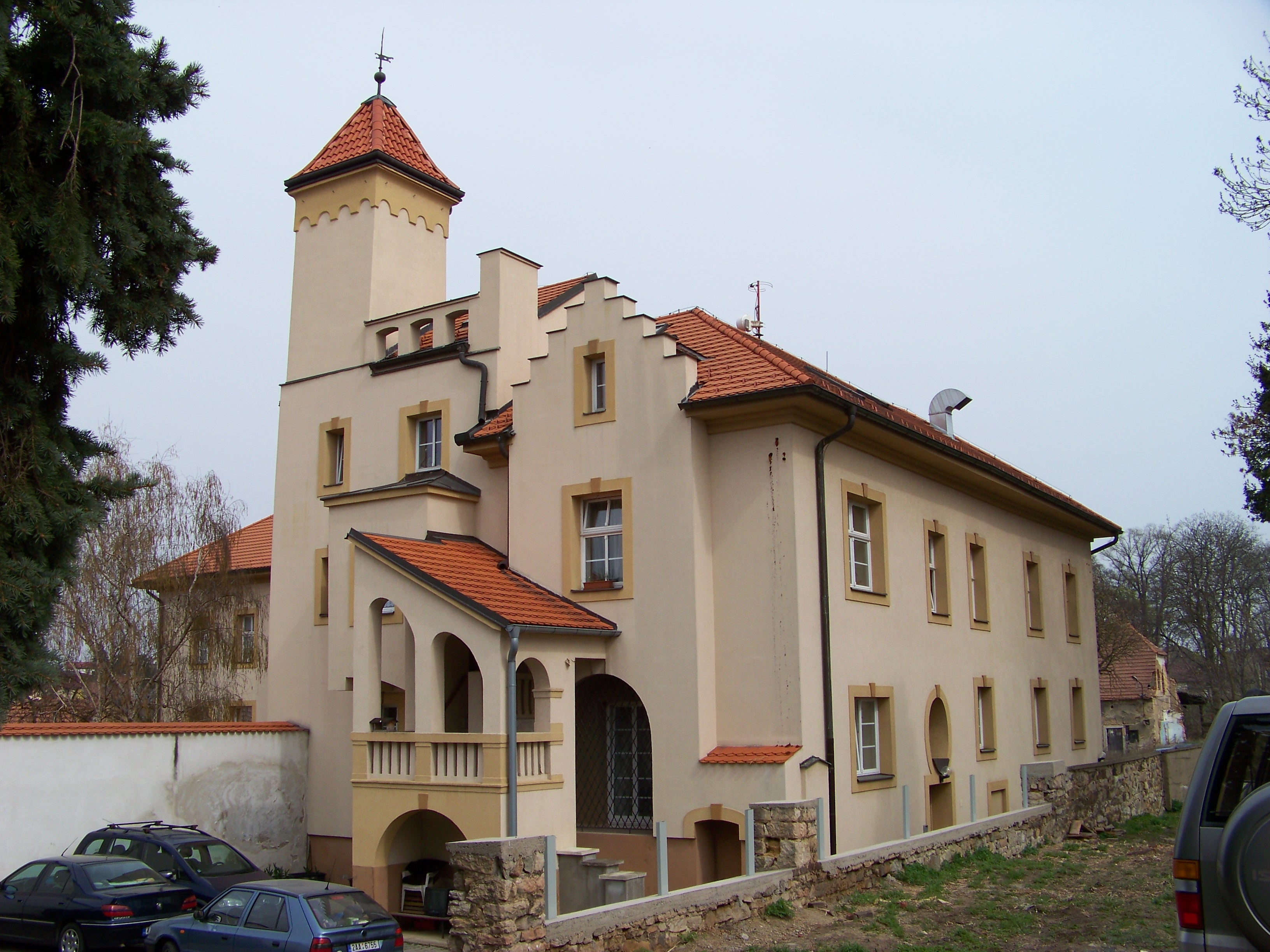
Západní křídlo hlavní budovy

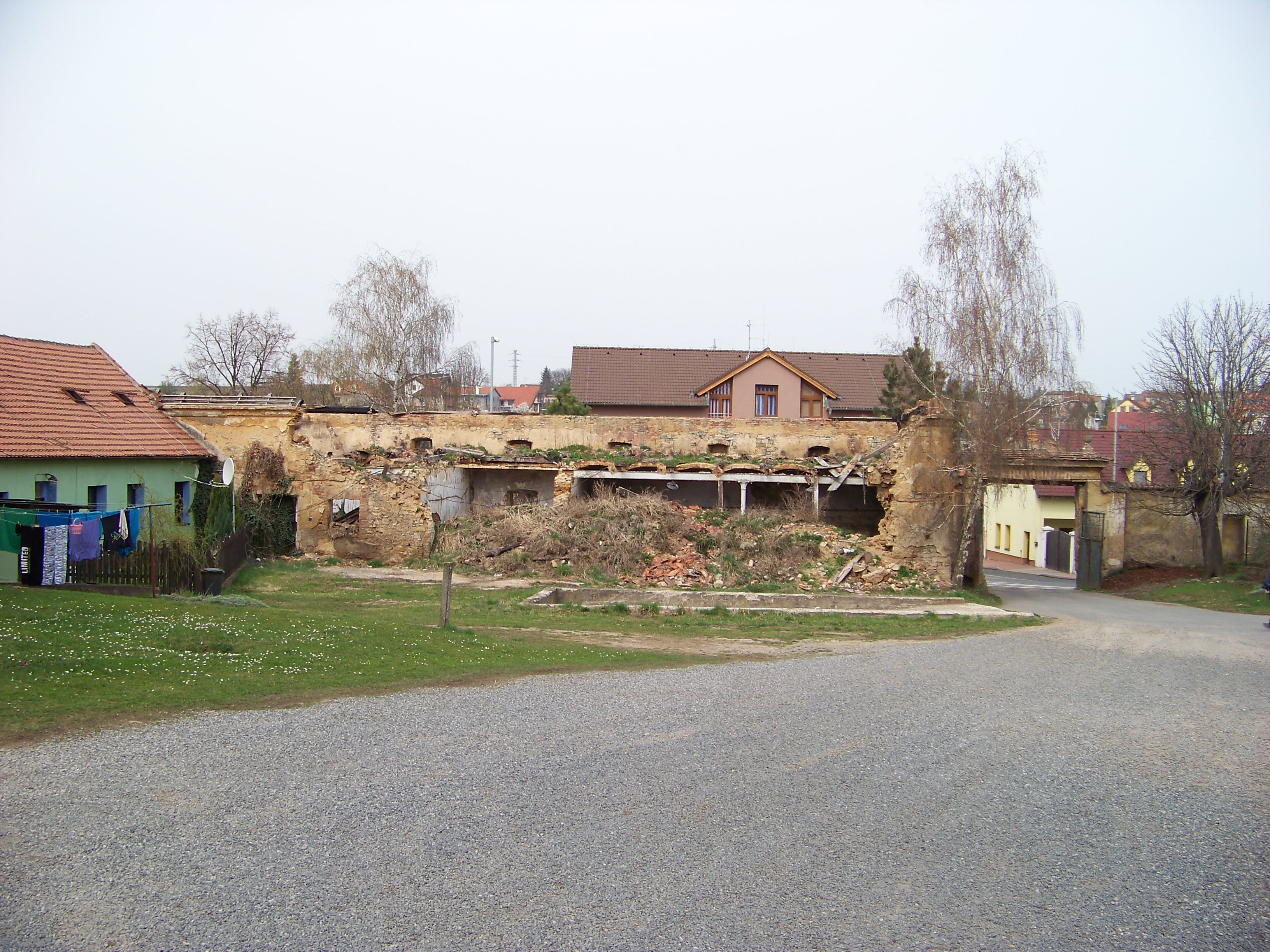
Ruiny ve vjezdové části panského dvora

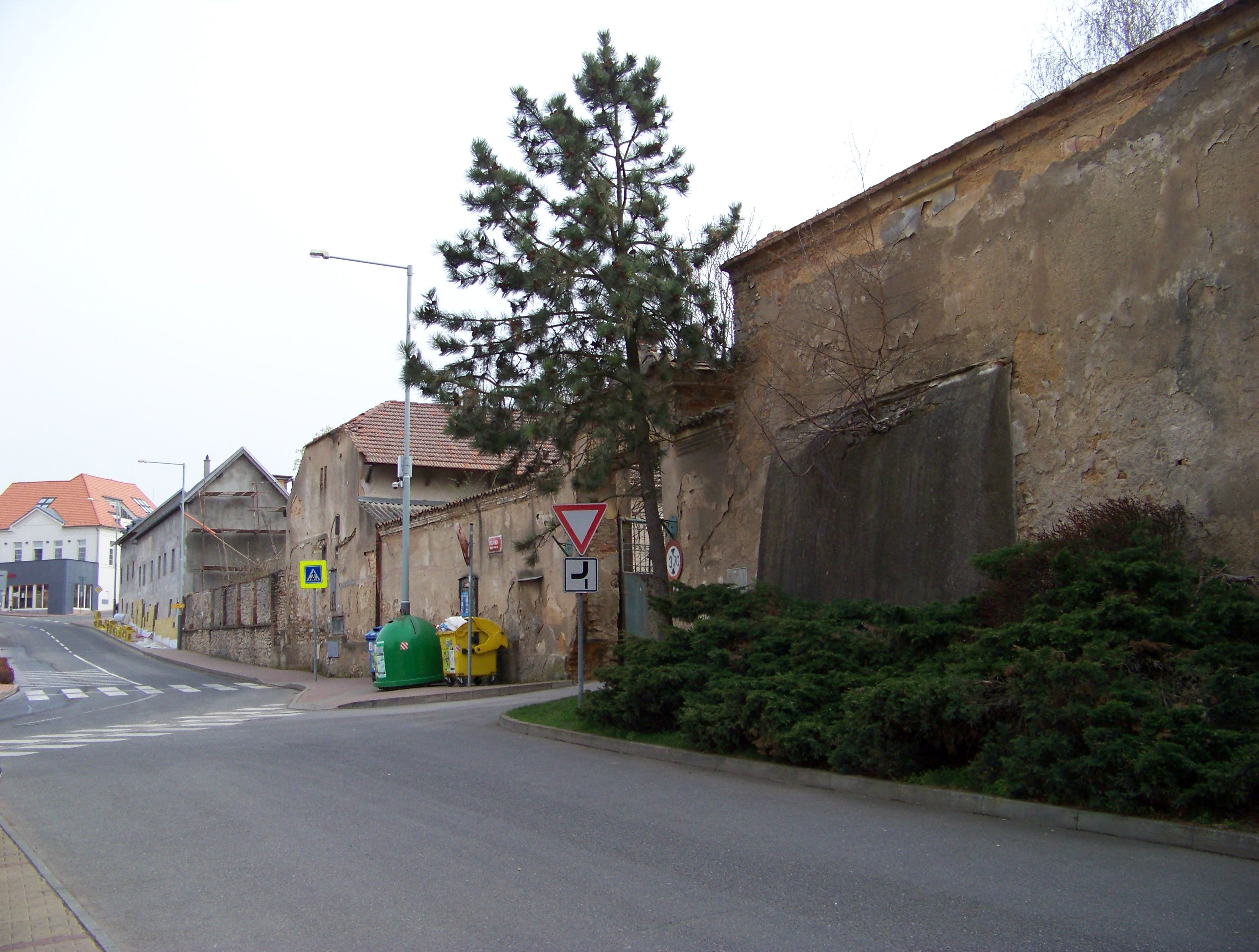
Uliční průčelí panského dvora

Zámek v Lochkově v Praze je dvoukřídlá budova s věžičkou.

## Historie
První zmínka o Lochkově pochází z roku 1399, kdy zde stálo jisté panské sídlo, zřejmě zemanský dvůr. V roce 1435 zde sídlil Bořivoj z Lochkova. Lidmila Eusebia ze Sebuzína postoupila Lochkov roku 1654 za 6000 zlatých Zbraslavskému klášteru. Klášter pak v roce 1686 Lochkov prodal manželům z Wendlingenu.
V letech 1794 až 1797 byl Lochkov v držení pražských měšťanů Jana a Matěje Novákových. Od nich ho koupil Ferdinand Delorme, který zde roku 1800 zřídil 1.továrnu v celém Rakousku na cikorii a sušárnu na čekanku, mrkev, hrušky, obilný slad a další zemědělské plodiny potřebné k výrobě cikorky. Z Lochkova byla přenesena na Portheimku na Smíchově roku 1804. V 19. století byl zdejší panský dům (čp. 1) přestavěn na zámeček. V letech 1808-1862 byli významným majiteli rodina Josefa Brzoráda a jeho manželky Marie, rozené Delorme, kteří zde hostili i dánskou královnu Karolinu Amalii von Schleswig-Holstein-Sonderburg-Augustenburg, na jejíž počest byl nazván vrch nad údolím Lochkovského potoka - Karolinenberg, dnes Na Karlíně.
Z východního křídla obdélníkového půdorysu vybíhá do dvora otevřená předsíň nesoucí balkón. Západní křídlo má romanticky laděné průčelí a hranolovou věžičku. Zámek byl až do roku 1989 ve správě Státního statku hl. města Prahy.
Součástí širšího areálu zámku je bývalý panský hospodářský dvůr čp. 1, z něhož část budov je ve stavu zříceniny, a čp. 56. Hospodářská budova severně od zámku přiléhající k ulici Za ovčínem, s kamennými opěráky, ještě na letecké fotografii z roku 2011 má střechu, v roce 2014 z ní zbývají již jen stěny. Na severozápadě přiléhá hospodářský dvůr čp. 24, na jihovýchodě bývalý pivovar a sladovna, v letech 2010–2011 přestavěná na obytný loftový komplex Lochkov Lofts čp. 196, k němu přiléhá veřejný park. V jižní části areálu jsou zemědělské haly z dob socialismu. Jižně od zámku se nacházejí zbytky zámeckého parku, ohrazeného kamennou zdí. Exteriér, nádvoří i pozůstatek zámeckého parku jsou volně přístupné.
Historické jádro vsi se zámkem a areálem panského dvora bylo navrženo k vyhlášení památkové zóny. Dnes sídlí v severním křídle budovy mateřská škola a v západním křídle úřad městské části. Původní zámecký styl se přestavbami zčásti ztratil.